# هنری بیلی
هنری بیلی (انگلیسی: Henry Bailey; ۲۴ آوریل ۱۸۹۳ – ۱ نوامبر ۱۹۷۲) تیرانداز اهل ایالات متحده آمریکا بود.
وی در مسابقات کشوری و بین‌المللی در مجموع برندهٔ ۱ مدال طلا شده‌است.